# Дієго Лопес де Суньїга
Дієго Лопес де Суньїга-і-Велáско, 4-й граф Ньєва (ісп. Diego López de Zúñiga y Velasco, cuarto conde de Nieva; 1510, Вальядолід, Іспанія — 20 лютого 1564, Ліма, Перу) — іспанський колоніальний чиновник, конкістадор. Віце-король Перу з 1561 року до своєї смерті 20 лютого 1564.

## Родовід
Походив із знатного роду Веласко, але взяв прізвище матері, останньої графині Ньєва з роду Суньїга. Дружиною Дієго була Марія Енрікес, дочка маркіза Альканьїсеса. Родоначальником роду Енрікес був Фадріке Альфонсо, один з бастардів короля Енріке II.
Протягом своєї кар'єри в Іспанії Дієго Лопес де Суньїга був посвячений у лицарі Ордена Сантьяго. З 1553 до 1559 року він був на посаді губернатора Галісії.

## Віце-король
У 1560 році Лопес де Суньїга був призначений на пост віце-короля Перу, в колонію він прибув 20 лютого наступного року для заміни відкликаного Андреса Уртадо де Мендоса. Після прибуття в Перу, перш ніж досягти Ліми він послав віце-королю Уртадо де Мендоса зухвалого листа з різними звинуваченнями та образами, після чого на думку багатьох це послання призвело до смерті Уртадо де Мендоса.
Вступивши на посаду новий віце-король активно приступив до виконання своїх обов'язків. Найважливішим тоді завданням іспанців було дослідження території Перу, значна частина якої залишалася для колоністів не відкритою.
14 грудня 1561 він віддав наказ дослідити річку Тоно, а 24 грудня того ж року — завоювати територію Каманьї.
У 1562 році за наказом віце-короля Франциско де Агірре заснував місто Сантьяго-дель-Естеро (сучасна Аргентина).
У 1563 році за наказом Лопеса де Суньїга була заснована королівська аудієнція в Кіто.
У правління Лопеса де Суньїга було засновано безліч нових іспанських поселень. При ньому була відокремлена від Перу єпархія Чилі.
За наказом віце-короля були утворені нові та поліпшені старі школи для дітей високошляхетних індіанців. Також була заснована школа для дівчаток з бідних сімей. Він схвалював будівництво монастирів, що належали різним католицьким орденам.
Лопес де Суньїга наказав почати будівництво акведука для постачання в столицю води придатної для пиття. Їм була проявлена ініціатива щодо удосконалення законодавства у колонії.
Протягом свого правління він зміг відправити у королівську казну до Іспанії близько 651 000 дукатів.
Дієго Лопес де Суньїга став першим віце-королем Перу, який проводив усі церемонії пишно і з дотриманням етикету, на відміну від його попередників, які займалися лише облаштуванням колонії.